# Vlaamse Pijl
De Vlaamse Pijl is een wielerwedstrijd in België voor elite zonder contract, met start in Brugge en finish in Harelbeke. De wedstrijd, die in 1968 voor het eerst werd georganiseerd, stond sinds 2005 al op de continentale kalender van de UCI als categorie 1.2 aangeduid. Tussen 2013 en 2015 is de wedstrijd officieel onderdeel van de UCI rittenkoers Driedaagse van West-Vlaanderen. Daar is het de eerste rit in lijn, voorafgegaan door een tijdrit en voorgaand aan een 2e rit in lijn richting Ichtegem.
Tussen 2016 en 2017 werd de Vlaamse Pijl niet georganiseerd, de laatste keer was in 2018. De organisatie achter de Vlaamse Pijl  is opgegaan in Leiedal Koerse.

## Parcours
Start en aankomst van de wedstrijd liggen in Harelbeke. Na een relatief vlakke aanloop krijgen de deelnemers een aantal lastige heuvels te verwerken die ook bekend zijn uit grotere wedstrijden zoals de Ronde van Vlaanderen. In de Vlaamse Pijl moeten onder andere de Kluisberg, de Oude Kwaremont, de Paterberg, de Kruisberg, de Cote de Trieu en de Tiegemberg bedwongen worden.

## Lijst van winnaars

### Meervoudige winnaars
| Overwinningen | Renner            | Land   | Jaren       |
| ------------- | ----------------- | ------ | ----------- |
| 2             | Julien Vermote    | België | 1968 + 1970 |
| 2             | Eddy Planckaert   | België | 1978 + 1979 |
| 2             | Patrick Hendrickx | België | 1985 + 1988 |
| 2             | Jurgen Vermeersch | België | 2003 + 2004 |
| 2             | Frédéric Amorison | België | 2011 + 2012 |

### Overwinningen per land
| Overwinningen | Land              |
| ------------- | ----------------- |
| 39            | België            |
| 7             | Nederland         |
| 1             | Australië, Italië |